# Corynofrea camerunica
Corynofrea camerunica là một loài bọ cánh cứng trong họ Cerambycidae.